# 赵太忠
赵太忠（1941年—），山东章丘人，中国人民解放军将领、中国人民解放军中将。 
2001年，授予中国人民解放军中将，曾任济南军区副政治委员。 